# Lovska
Lovska falu Horvátországban, Sziszek-Monoszló megyében. Közigazgatásilag Novszkához tartozik.

## Fekvése
Sziszek városától légvonalban 53, közúton 78 km-re délkeletre, községközpontjától légvonalban 10, közúton 14 km-re északkeletre, a Blatuško-hegy nyugati lejtőin, a Lovska-patak jobb partján, a megyehatáron fekszik.

## Története
Lovska feltehetően a 16. században a török megszállás idején keletkezett, amikor a megszállókkal együtt jelentős számú pravoszláv vallású vlach lakosság érkezett erre a vidékre. 1773-ban az első katonai felmérés térképén „Dorf Lovska” néven szerepel. 1857-ben 276, 1910-ben 486 lakosa volt. Pozsega vármegye Pakráci járásához tartozott. 1918-ban az új szerb-horvát-szlovén állam, majd később Jugoszlávia része lett. A II. világháború idején a Független Horvát Állam része volt. A háború után a béke időszaka köszöntött a településre, enyhült a szegénység és sok ember talált munkát a közeli városokban. 1991-ben lakosságának 97%-a szerb nemzetiségű volt. 1991. június 25-én a független Horvátország része lett. Szerb lakossága azonban a szerb szabadcsapatokhoz és a JNA erőihez csatlakozott. A horvát hadsereg az Orkan 91 hadművelet első fázisában 1991. november 18-án visszafoglalta. Szerb lakossága elmenekült. A településnek 2011-ben mindössze 9 lakosa volt.

## Népesség
| Lakosság változása | Lakosság változása | Lakosság változása | Lakosság változása | Lakosság változása | Lakosság változása | Lakosság változása | Lakosság változása | Lakosság változása | Lakosság változása | Lakosság változása | Lakosság változása | Lakosság változása | Lakosság változása | Lakosság változása | Lakosság változása |
| ------------------ | ------------------ | ------------------ | ------------------ | ------------------ | ------------------ | ------------------ | ------------------ | ------------------ | ------------------ | ------------------ | ------------------ | ------------------ | ------------------ | ------------------ | ------------------ |
| 1857               | 1869               | 1880               | 1890               | 1900               | 1910               | 1921               | 1931               | 1948               | 1953               | 1961               | 1971               | 1981               | 1991               | 2001               | 2011               |
| 276                | 265                | 301                | 389                | 480                | 486                | 496                | 481                | 441                | 445                | 427                | 319                | 275                | 228                | 11                 | 9                  |

## Nevezetességei
Szent Teodor Tiron nagyvértanú tiszteletére szentelt szerb pravoszláv parochiális temploma egy kisebb magaslaton áll. A templomot 1786-ban építették késő barokk stílusban. Egyhajós épület négyszögletes alaprajzzal, félköríves apszissal, homlokzata felett harangtoronnyal, nyeregtetővel. A II. világháború során súlyosan megrongálódott. Később részben helyreállították, de a délszláv háborúban 1991-ben újra megsérült és jelenleg is romos állapotban áll.
Az 1991-1995-ös horvát honvédő háború elesett harcosainak emlékműve. Ez az a hely, ahol 1991. október 29-én megkezdődött az Orkan hadművelet, amelyben Nyugat-Szlavónia nagy részét felszabadították, és megakadályozták Szlavónia elvágását Horvátország többi részétől. Kilenc monolitba, melyeket Branko Silađin építész tervezett annak a 17 egység elesett harcosainak a nevei vannak bevésve, amelyek részt vettek a honvédő háború idején a megszállt települések védelmében és felszabadításában. A fennsík kőtömbökkel ellátott felülete betonlapokkal van burkolva. Ugyanezen a helyen, a mélyben prizma alakú csontház található a nemzeti felszabadító harc időszakából.